# Bhagwant Nagar
Bhagwant Nagar là một thị xã và là một nagar panchayat của quận Unnao thuộc bang Uttar Pradesh, Ấn Độ.

## Nhân khẩu
Theo điều tra dân số năm 2001 của Ấn Độ, Bhagwant Nagar có dân số 6166 người. Phái nam chiếm 53% tổng số dân và phái nữ chiếm 47%. Bhagwant Nagar có tỷ lệ 58% biết đọc biết viết, thấp hơn tỷ lệ trung bình toàn quốc là 59,5%: tỷ lệ cho phái nam là 65%, và tỷ lệ cho phái nữ là 49%. Tại Bhagwant Nagar, 14% dân số nhỏ hơn 6 tuổi.